# Alcalá de Guadaíra
Alcalá de Guadaíra és una localitat de la província de Sevilla, Andalusia, Espanya. L'any 2006 tenia 64.990 habitants. La seva extensió superficial és de 287 km² i té una densitat de 226,4 hab/km². Les seves coordenades geogràfiques són 37° 20′ N, 5° 51′ O. Està situada a una altitud de 46 metres i a 16 kilòmetres de la capital de la província, Sevilla.

## Demografia
| 1998   | 1999   | 2000   | 2001   | 2002   | 2003   | 2004   | 2005   | 2006   | 2007   |
| ------ | ------ | ------ | ------ | ------ | ------ | ------ | ------ | ------ | ------ |
| 56.225 | 56.743 | 57.206 | 57.830 | 58.351 | 59.807 | 61.063 | 63.237 | 64.990 | 66.089 |

## Persones il·lustres
- Ernesto Palacios de la Prida (1943-2000), jugador d'escacs.
- Fernando Pérez Royo (n. 1943), advocat i polític.